# 賴瀅羽
賴瀅羽（1989年1月6日—），舊藝名Nico，本名賴思澐，在台灣各大網路拍賣以及多家雜誌等擔任服裝模特兒頗具知名度，曾是《我愛黑澀會》的美眉、《大學生了沒》固定班底。

## 作品

### 節目錄影
- 《真的？假的（中天娛樂台）》
- 《天天樂財神》
- 《飢餓遊戲》
- 《綜藝大熱門》
- 《超聯萌女神》
- 《我猜我猜我猜猜猜》
- 《模范棒棒堂》
- 《大學生了沒》
- 《國光幫幫忙》

### 微電影
| 播出日期 | 戲名                 | 飾演               | 性質   | 合作演員 |
| -------- | -------------------- | ------------------ | ------ | -------- |
| 2013年   | 植村秀保養無效の真相 | 假名模 Party Queen | 女主角 | 林星潼   |

## 外部連結
- 賴瀅羽的Instagram帳戶
- 賴瀅羽的Facebook專頁
- 賴瀅羽的新浪微博